# Nahal Na'aman
Râul Na'aman (în ebraică נחל נעמן, transliterat: Nahal Na'aman, în arabă نهر النعامين, transliterat: Nahr Na'mein) este un pârâu în nord-vestul Israelului. Scriitorilor antici Pliniu, Tacit și Josephus le-a fost cunoscut sub numele de Belus sau Râul Belos din Fenicia.
Râul Na'aman provine astăzi din izvoarele din apropiere Ein Afek, în primul rând Ein Nymphit, și curge prin Valea Zebulunului de la sud la nord, înainte de a se vărsa în Golful Haifa (fostul Golf Acre) la sud de Acre (Akko) în Marea Mediterană.

## Istoric
Odată cunoscut sub numele de Belus sau Belos, râul este menționat de Isidor din Sevilla. Conform legendei, aici a fost inventată fabricarea sticlei. Tacit menționează, de asemenea, fabricarea sticlei la Belus. Pliniu cel Bătrân (Istorie naturală, 5.19), folosind numele de „Pacida”, menționează că râul curgea de la lacul Cendevia (acum sub Muntele Carmel) cale de 5 mile (8,0 km) până la mare lângă „Ptolemais Ace” (Acre, Israel), și că a fost celebrată pentru nisipurile sale vitroase Numele se bazează pe Baal'.

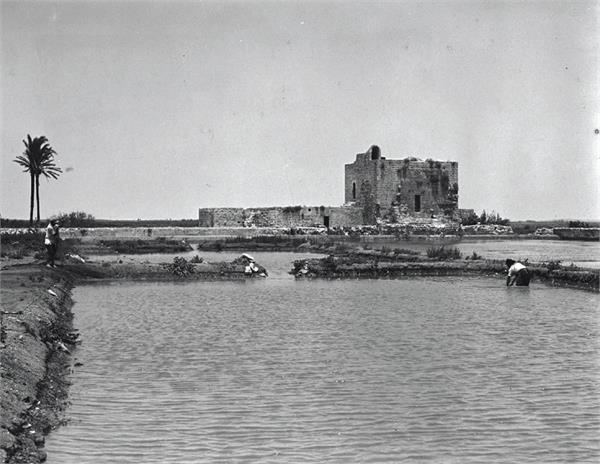
Iazuri de pește la Ein Naaman în 1927

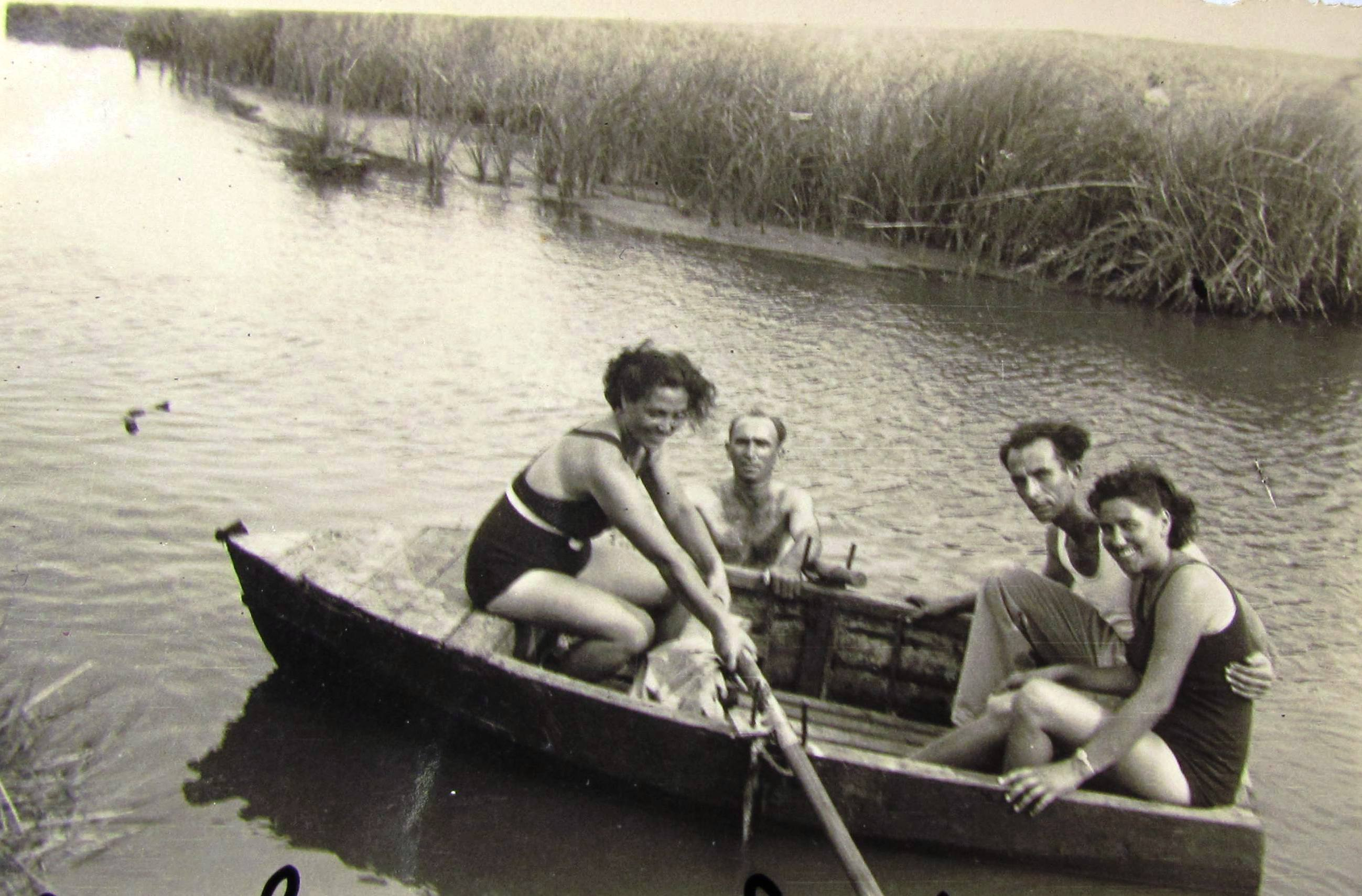
Plimbare cu barca pe râul Na'aman, c. 1940-1950

## Zone umede
Rezervația Naturală En Afek din apropierea suburbiei Golfului Haifa Kiryat Bialik, este ultima rămășiță a zonelor umede Nahal Na'aman.